# Eurypogon hisamatsui
Eurypogon hisamatsui is een keversoort uit de familie Artematopodidae. De wetenschappelijke naam van de soort is voor het eerst geldig gepubliceerd in 1982 door Sakai.